# Olympische Sommerspiele 2008/Teilnehmer (Argentinien)
| Gelbes Symbol für Goldmedaillen mit stilisierten Olympischen Ringen | Graues Symbol für Silbermedaillen mit stilisierten Olympischen Ringen | Braundes Symbol für Bronzemedaillen mit stilisierten Olympischen Ringen |
| ------------------------------------------------------------------- | --------------------------------------------------------------------- | ----------------------------------------------------------------------- |
| 2                                                                   | —                                                                     | 4                                                                       |

Argentinien nahm 2008 zum 22. Mal an den Olympischen Sommerspielen teil. Es qualifizierten sich 138 Athleten des Landes in 19 verschiedenen Sportarten für die Spiele. Von diesen nahmen 132 Sportler an den Spielen teil.
Bei der Eröffnungsfeier trug Manu Ginóbili die Flagge Argentiniens.

## Basketball
Männer: (Bronze )
- Carlos Delfino
- Manu Ginóbili
- Román González
- Juan Pedro Gutiérrez
- Leonardo Gutiérrez
- Federico Kammerichs
- Andrés Nocioni
- Fabricio Oberto
- Antonio Porta
- Pablo Prigioni
- Paolo Quinteros
- Luis Scola

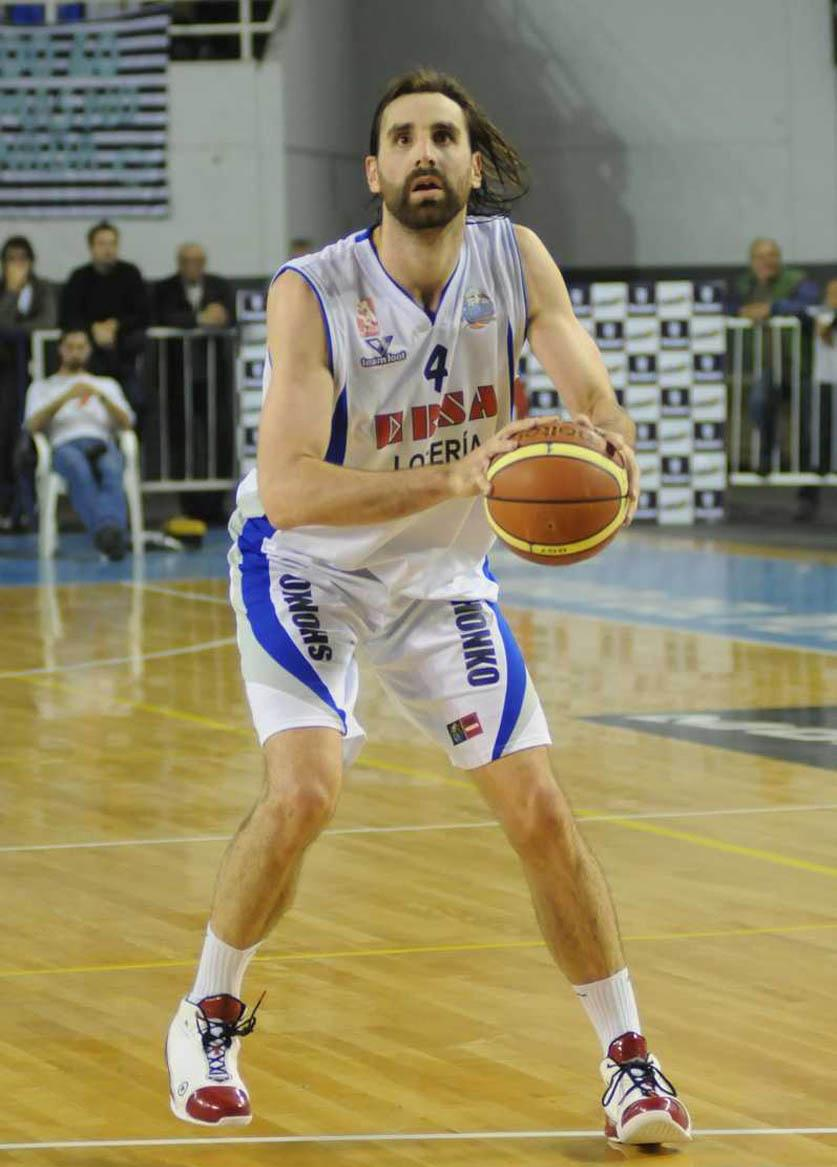
Federico Kammerichs

Das argentinische Basketballteam der Männer qualifizierte sich durch einen zweiten Platz bei der Basketball-Amerikameisterschaft 2007 und nimmt als Titelverteidiger zum fünften Mal am olympischen Basketballturnier teil.
Durch einen vierten Platz bei der Basketball-Amerikameisterschaft durfte das argentinische Frauen-Basketballteam an einem Qualifikationsturnier teilnehmen, wo es allerdings in der Vorrunde ausschied und damit nicht beim olympischen Turnier startet.

## Boxen
Ezequiel Maderna ist durch einen zweiten Platz bei einem amerikanischen Qualifikationsturnier im Mittelgewicht startberechtigt.

## Fechten
- Alberto González Viaggio
Männer, Florett-Einzel

## Fußball
| Männer (Gold ) - Tor 1 Óscar Ustari 18 Sergio Romero 22 Nicolás Navarro - Abwehr 2 Ezequiel Garay 3 Fabián Monzón 4 Pablo Zabaleta 6 Federico Fazio 12 Nicolás Pareja - Mittelfeld 5 Fernando Gago 7 José Ernesto Sosa 8 Éver Banega 10 Juan Román Riquelme 11 Ángel Di María 14 Javier Mascherano - Sturm 9 Ezequiel Lavezzi 13 Lautaro Acosta 15 Lionel Messi 16 Sergio Agüero 17 Diego Buonanotte - Trainer Sergio Batista - Ergebnisse Vorrunde Elfenbeinküste: 2:1 Australien: 1:0 Serbien: 2:0 Viertelfinale Niederlande: 2:1 Halbfinale Brasilien: 3:0 Finale Nigeria: 1:0 | Frauen - Tor 1 Guadalupe Calello 18 Vanina Correa - Abwehr 2 Eva González 3 Yesica Arrien 5 Marisa Gerez 6 Gabriela Chávez 12 Daiana Cardone - Mittelfeld 4 Florencia Núñez 10 Mariela del Carmen Coronel 11 Fabiana Vallejos 13 María Florencia Quiñones 16 María Gimena Blanco - Sturm 7 Ludmila Manicler 8 Emilia Mendieta 9 María Belén Potassa 14 Andrea Ojeda 15 Mercedes Pereyra 17 Analía Almeida - Trainer José Carlos Borrello - Ergebnisse Vorrunde Kanada: 1:2 Schweden: 0:1 Volksrepublik China: 0:2 als Gruppenvierter ausgeschieden |

Sergio Batista gab seinen Kader für die Olympischen Spiele am 3. Juli bekannt. Nachträglich wurde der Mittelfeldspieler Nicolás Burdisso noch mit Nicolás Pareja ausgetauscht, da Burdissos Verein keine Freigabe für die Olympischen Spiele erteilte.

## Gewichtheben
- Carlos Espeleta
Männer, Klasse bis 77 kg

## Hockey
Frauen: (Bronze )
- Magdalena Aicega
- Luciana Aymar
- Noel Barrionuevo
- Claudia Burkart
- Soledad García
- Alejandra Gulla
- María de la Paz Hernández
- Gisele Kañevsky
- Rosario Luchetti
- Mercedes Margalot
- Mariana González Oliva
- Carla Rebecchi
- Mariana Rossi
- Mariné Russo
- Belén Succi
- Paola Vukojicic

## Judo
- Paula Pareto (Bronze )
Frauen, Superleichtgewicht

- Miguel Albarracín
Männer, Superleichtgewicht

- Daniela Krukower
Frauen, Halbmittelgewicht

- Mariano Bertolotti
Männer, Leichtgewicht

- Lorena Briceño
Frauen, Halbschwergewicht

- Emmanuel Lucenti
Männer, Halbmittelgewicht

- Diego Rosatti
Männer, Mittelgewicht

- Eduardo Costa
Männer, Halbschwergewicht

- Sandro López
Männer, Schwergewicht

## Kanu
- Männer: Miguel Correa (Einer-Kajak 500 m, Einer-Kajak 1000 m)
- Frauen: Estefanía Fontanini (Einer-Kajak 500 m)

## Leichtathletik
Diskus
- Männer: Jorge Balliengo
- Frauen: Rocío Comba

Stabhochsprung
- Männer: Germán Chiaraviglio
- Frauen: Alejandra García

Hammerwurf
- Männer: Juan Ignacio Cerra
- Frauen: Jennifer Dahlgren

800 m
- Leonardo Price

1500 m
- Javier Carriqueo

20 km Gehen
- Juan Manuel Cano

Speerwurf
- Pablo Pietrobelli

Kugelstoßen
- Germán Lauro

## Radsport
BMX
- Männer: Ramiro Marino, Cristian Becerine
- Frauen: Gabriela Díaz, María Belén Dutto

Straße
- Matías Médici, Juan José Haedo, Alejandro Borrajo

Bahnrad
- Juan Curuchet (Gold ), Walter Pérez (Gold )

Mountainbike
- Darío Gasco

## Reiten
- José Luis Ortelli
Vielseitigkeit-Einzel
- José Maria Larocca
Springreiten-Einzel

## Rudern
- Santiago Fernández
Männer, Einer
- Gabriela Best
Frauen, Einer

## Schießen
- Juan Carlos Dasque
Männer, Trap

## Schwimmen
- Männer: Sergio Ferreyra, José Meolans, Andrés José González, Juan Martín Pereyra, Eduardo Otero, Damián Blaum
- Frauen: Georgina Bardach, Cecilia Biagioli, Agustina de Giovanni, Liliana Guiscardo, Antonella Bogarín

## Segeln
Windsurfen
- Männer: Mariano Reutemann
- Frauen: Florencia Gutiérrez

Mehrrümpfer
- Santiago Lange (Bronze ), Carlos Espínola (Bronze )

Jolle Einhand
- Männer: Julio Alsogaray
- Frauen: Cecilia Carranza

Jolle Zweihand
- Männer: Javier Conte, Juan de la Fuente
- Frauen: María Fernanda Sesto, Consuelo Monsegur

## Taekwondo
- Vanina Sánchez Berón
Frauen, Klasse bis 67 kg

## Tennis
Sechs argentinische Tennisspieler werden an den Olympischen Spielen teilnehmen.
- Agustín Calleri
Männer, Einzel, Doppel mit Juan Mónaco
- Guillermo Cañas
Männer, Einzel, Doppel mit David Nalbandian
- Gisela Dulko
Frauen, Einzel, Doppel mit  Betina Jozami
- Betina Jozami
Frauen, Doppel mit Gisela Dulko
- Juan Mónaco
Männer, Einzel, Doppel mit Agustín Calleri
- David Nalbandian
Männer, Einzel, Doppel mit Guillermo Cañas

## Tischtennis
- Liu Song
Männer, Einzel
- Pablo Tabachnik
Männer, Einzel

## Volleyball

### Beachvolleyball
Martín Conde und Mariano Baracetti qualifizierten sich als Mannschaft für die Olympischen Spiele.